# Гусейнов, Али Гусейн Гусейн оглы
Али Гусейн Гусейн оглы Гусейнов (азерб. Əlihüseyn Hüseyn oğlu Hüseynov; 13 мая 1921, Наваги, Сальянский уезд — ?) — советский азербайджанский авиатехник, Герой Социалистического Труда (1973).

## Биография
Родился 13 мая 1921 года в селе Наваги Сальянского уезда Азербайджанской ССР (ныне посёлок в Аджикабульском районе).
С 1939 года заправщик, авиамоторист, с 1952 года авиатехник аэропорта Аджикабул Забратского авиапредприятия Азербайджанского управления гражданской авиации. За долгую добросовестную работу Гусейнов зарекомендовал себя как хороший рабочий, имел опыт обслуживания всех самолётов и вертолётов, приземлявшихся в аэропорту, а подготовленная им техника работала безотказно. Али Гусейн Гусейнов тщательно ухаживал и за состоянием аэропорта, его силами была создана большая клумба из роз, долгое время украшавшая аэропорт. Трижды принимал участие на ВДНХ.
Указом Президиума Верховного Совета СССР от 9 февраля 1973 года за выдающиеся достижения в выполнении плановых заданий по авиаперевозкам, применению авиации в народном хозяйстве страны и освоению новой авиационной техники Гусейнову Али Гусейну Гусейн оглы присвоено звание Героя Социалистического Труда с вручением ордена Ленина и золотой медали «Серп и Молот».
Активно участвовал в общественной жизни города Кази-Магомед, не раз избирался депутатом в местные Советы[какие?].
Проживал в Кази-Магомеде.